# حسان حمدان (ممثل صوت)
حسان حمدان ممثل ومؤدي صوت لبناني.

## فيلموغرافيا

### تلفاز
- عز الدين القسام (صوت فقط)
- عين الجوزة. 2015

### أدوار الدبلجة
- أبطال التايتنز إنطلقوا! - روبن (الصوت الثالث)
- بن 10: ألتيمت إليين - كيفن[5]
- بن 10: إليين فورس[6]
- بن 10: أومنيفرس - رووك، كيفن
- السنافر - سنفور قوي، سنفور مازح، سنفور كسلان (نسخة إيمدج برودكشن هاوس)
- سونيك بوم - القنفذ سونيك[1]
- عرض لوني تونز - دافي داك (نسخة الدبلجة اللبنانية)
- العم جدو - بيتزا ستيف[1]
- مات هاتر - مات هاتر[7]
- المختار الثقفي - مسلم بن عقيل
- المصارعين المقنعين - ريكوشاي
- صديقي المفضل هو قرد - جايك
- مدينة الكسالى - زيغى
- مستر مان شو - صادم، غافل
- بوب البناء (مسلسل 2015) - بوب البناء

## وصلات خارجية
- حسان حمدان على موقع IMDb (الإنجليزية)
- حسان حمدان  على فيسبوك.